# روبرت درابر
روبرت درابر (20 يناير 1903 - 29 أغسطس 1987) (بالإنجليزية: Robert Draper)‏ هو لاعب كريكت بريطاني وبريطاني (وحمل سابقاً جنسية المملكة المتحدة لبريطانيا العظمى وأيرلندا).